# Estación de Manage
La estación de Manage es una estación de tren belga situada en Manage, en la provincia de Henao, región Valona.
Pertenece a la línea  de S-Trein Charleroi.

## Situación ferroviaria
La estación se encuentra en la línea 117 (Braine-Luttre).

## Intermodalidad
| Línea | Procedencia     | Parada      | Destino            |
| ----- | --------------- | ----------- | ------------------ |
| 23    | HAVAY Place     | MANAGE SNCB | MONS SNCB          |
| 26    | SOIGNES Hôpital | MANAGE SNCB | SOIGNES Hôpital    |
| 33    | MANAGE SNCB     | MANAGE SNCB | MANAGE SNCB        |
| 36    | MANAGE SNCB     | MANAGE SNCB | LA LOUVIÈRE Tivoli |